# The Crimson Cross
Pour plus de détails, voir Fiche technique et Distribution.
The Crimson Cross est un film américain réalisé par George Everett, sorti en 1921.

## Synopsis
Buddy Billings utilise l'hypnose pour obtenir les confessions de suspects. Après avoir obtenu ainsi les aveux de Mme Fischer, une anarchiste, il se voit l'objet de la vengeance de M. Fischer.

## Fiche technique

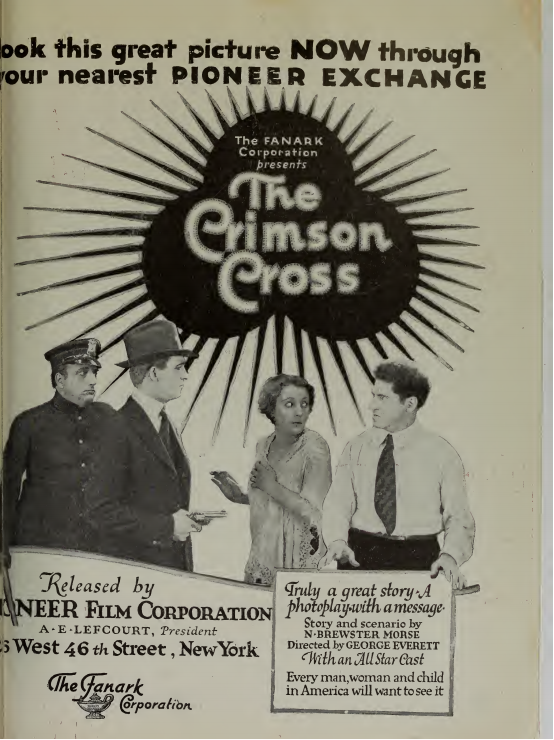
Publicité parue dans Film Daily

- Titre original : The Crimson Cross
- Réalisation : George Everett
- Scénario : Brewster Morse
- Production : George Everett
- Société de production : The Fanark Corporation
- Société de distribution : Pioneer Film Corporation
- Pays d'origine :  États-Unis
- Langue originale : anglais
- Format : noir et blanc — 35 mm — 1,33:1 — Film muet
- Genre : drame
- Durée : 5 bobines (1500 m)
- Dates de sortie :  États-Unis : 22 avril 1921

## Distribution
- Van Dyke Brooke : Richard Gromley
- Edward Langford : Buddy Billings
- Marian Swayne : Mary Wallace
- Eulalie Jensen : Mme Otto Fischer
- William E. Hallman : Otto Fischer
- Augustus Phillips : Bill Billings
- Archie Clark : Jim Hawkins